# Patinação artística nos Jogos Asiáticos de Inverno de 1999 - Individual masculino
A competição individual masculino da patinação artística na Jogos Asiáticos de Inverno de 1999 foi realizada no Yongpyong Indoor Ice Rink, em Gangwon, Coreia do Sul. O programa curto foi disputado no dia 3 de fevereiro e a patinação livre no dia 4 de fevereiro.

## Medalhistas
| Ouro   | CHN Li Chengjiang    |
| Prata  | UZB Roman Skorniakov |
| Bronze | CHN Guo Zhengxin     |

## Resultados
| Pos.              | Nome              | Nacionalidade | Pontos | PC | PL |
| ----------------- | ----------------- | ------------- | ------ | -- | -- |
| Medalha de ouro   | Li Chengjiang     | China         | 1.5    | 1  | 1  |
| Medalha de prata  | Roman Skorniakov  | Uzbequistão   | 3.5    | 3  | 2  |
| Medalha de bronze | Guo Zhengxin      | China         | 4.0    | 2  | 3  |
| 4                 | Lee Kyu-hyun      | Coreia do Sul | 7.5    | 5  | 5  |
| 5                 | Seiichi Suzuki    | Japão         | 8.0    | 8  | 4  |
| 6                 | Yuriy Litvinov    | Cazaquistão   | 9.0    | 6  | 6  |
| 7                 | Naoki Shigematsu  | Japão         | 9.0    | 4  | 7  |
| 8                 | Taijin Hiraike    | Japão         | 11.5   | 7  | 8  |
| 9                 | David Liu         | Taipé Chinesa | 13.5   | 9  | 9  |
| 10                | Park Joon-ho      | Coreia do Sul | 15.0   | 10 | 10 |
| 11                | Derek Leung       | Hong Kong     | 16.5   | 11 | 11 |
| 12                | Cheng Chung Shing | Hong Kong     | 18.0   | 12 | 12 |

Legenda
| Recorde mundial      | Recorde mundial (World record)               |                       | Recorde africano                      | Recorde africano (African) |                                           | Q | Classificado por posição (Qualified) |
| Recorde olímpico     | Recorde olímpico (Olympic record)            | Recorde da América    | Recorde da América (Americas)         | q                          | Classificado por melhor tempo (Qualified) |   |                                      |
| Melhor marca do ano  | Melhor marca do ano (World leading)          | Recorde asiático      | Recorde asiático (Asian)              | DNS                        | Não largou (Did not start)                |   |                                      |
| Recorde nacional     | Recorde nacional (National record)           | Recorde europeu       | Recorde europeu (European)            | DNF                        | Não terminou (Did not finish)             |   |                                      |
| Recorde pessoal      | Recorde pessoal do atleta (Personal best)    | Recorde da Oceania    | Recorde da Oceania (Oceania)          | DSQ / DQ                   | Desclassificado (Disqualified)            |   |                                      |
| Recorde da temporada | Recorde da temporada do atleta (Season best) | Recorde sul-americano | Recorde sul-americano (South America) | NM                         | Sem marca (No mark)                       |   |                                      |